# Priscilla, la regina del deserto (musical)
Priscilla, la regina del deserto (Priscilla, Queen of the desert) è un musical su soggetto del regista e sceneggiatore australiano Stephan Elliott e dello sceneggiatore Allan Scott, realizzato utilizzando note canzoni come colonna sonora. Adattato dal film di Elliott del 1994 film Priscilla - La regina del deserto, narra la storia di due drag queen e di una transgender, che decidono di realizzare uno spettacolo ad Alice Springs, una città nel deserto australiano. Mentre si dirigono ad ovest di Sydney a bordo del loro autobus, Priscilla, i tre amici vengono alla ribalta di una commedia degli errori, incontrando una serie di personaggi strani ed incorrendo in episodi di omofobia, mentre cercano di trovare nuovi orizzonti.
Prodotto da Allan Scott in società con Back Row Productions, Michael Chugg, Michael Hamlyn e John Frost, lo spettacolo diretto da Simon Phillips e con le coreografie di Ross Coleman debuttò in Australia al Teatro Lirico di Sydney nell'ottobre 2006. Avendo incontrato un buon successo a Sydney, la produzione venne trasferita a Melbourne in 2007 e quindi in Nuova Zelanda nel 2008, prima di ritornare a Sydney per un breve periodo nel suo secondo anniversario dalla prima. Il successo australiano di Priscilla generò due anni di rappresentazioni nel West End oltre alla produzione di Bette Midler a Broadway dove debuttò nel 2011. Mentre la produzione originale si aggiudicò una delle sette nomination all'Helpmann Award, Priscilla ottenne anche la nomination al Laurence Olivier Award per il miglior musical e a due Tony Awards, aggiudicandosi quello per i migliori costumi.

## Trama

### Atto I
La drag queen Mitzi Mitosis – il cui vero nome è Anthony "Tick" Belrose – canta in un club ("Downtown" [Australia e Londra]/"I've Never Been to Me"; "It's Raining Men" [Broadway]) quando sua moglie Marion, dalla quale era stato separato per diversi anni a causa della sua omosessualità, lo chiama per chiedergli un favore. Mentre Tick è fuori dalla scena, la sua compagna drag queen Miss Understanding canta il suo numero ("What's Love Got to Do With It?"). Al telefono, nel camerino di Tick, Marion dice di aver bisogno di uno spettacolo per alcune settimane da realizzare nel suo albergo di Alice Springs, nel cuore del deserto australiano. Tick inizialmente è riluttante, ma Marion gli annuncia che uno dei motivi per il quale gli chiede di venire è costituito dal fatto che il loro figlio di otto anni, Benji, le ha espresso il desiderio di incontrare suo padre ("I Say A Little Prayer"). Tick si consiglia con la collega drag queen, Farrah, prima di decidere di partire per Alice Springs. Dopo aver deciso di accettare il lavoro, Tick chiama un’amica, una transessuale di nome Bernadette – il cui nome di battesimo è Ralph – chiedendogli di unirsi a loro, ma sfortunatamente il marito di Bernadette è appena morto. I due si incontrano al funerale ("Don't Leave Me This Way") e Bernadette accetta la scrittura. Tick chiede ad un'altra amica drag queen, Felicia – il cui nome reale è Adam Whitely – di unirsi a loro ("Venus"/"Material Girl"), mentre Bernadette dimostra subito platealmente di disprezzare il suo stile. Nonostante ciò, il nuovo trio acquista un vecchio pullman che decide di chiamare "Priscilla, la regina del deserto" ("Go West"). Tick informa i compagni che il motivo del viaggio è quello di fare un favore all'ex moglie, ma non dice loro che dovrà incontrare suo figlio che aveva espresso il desiderio di conoscerlo ("I Say A Little Prayer (Reprise)"). Appena inizia il viaggio verso Alice Springs, Adam fa arrabbiare Bernadette con pesanti battute sulla sua vita precedente prima di essere una transessuale. Poi il gruppo si reca in un bar, in costume da drag, e inizia a danzare ("I Love the Nightlife"), ma quando fa ritorno al bus scopre che gli abitanti del luogo hanno vandalizzato il loro pullmann con scritte ingiuriose e omofobe. Tick è sconvolto, ma Adam e Bernadette lo rincuorano ("Both Sides, Now"/"True Colors"). Lungo il tragitto, Adam prova le canzoni mentre Felicia, seduta su un'enorme scarpa sul tetto del pullmann canta "Follie! Delirio vano è questo! Sempre libera (da La traviata)". La mattina seguente, Priscilla va in panne e Adam acquista degli attrezzi per cancellare i vandalismi  ("Colour My World"). Riescono a farsi accettare dagli gli abitanti di un'altra città e incontrano Bob, un meccanico di una piccola città vicina, che accetta di aiutarli a riparare Priscilla. Il gruppo festeggia la scoperta che gli abitanti del luogo li hanno accettati ("I Will Survive").

### Atto II
Il secondo atto si apre con un gruppo di popolani che canta ("Thank God I'm A Country Boy"). Bernadette parla con Bob e scopre che quando egli era a Parigi, la vide mentre si esibiva come "Les Girl" ("A Fine Romance"). I due iniziano a sviluppare sentimenti reciproci. Successivamente in un bar ("Thank God I'm A Country Boy Reprise"), il trio esegue ("Shake Your Groove Thing") mentre Cynthia, la moglie di Bob, li interrompe giocando con delle palline da ping-pong ("Pop Muzik"). Dopo, il trio parte lasciando Bob a interrogarsi sui suoi sentimenti per Bernadette ("A Fine Romance (ripresa)"). Tutto ad un tratto, Bernadette gli chiede se vuole un passaggio gratuito fino alla sua vera casa, ed egli si dichiara d'accordo ("Girls Just Wanna Have Fun"). Successivamente, giunti a destinazione, Adam si veste da donna per cercare di attrarre degli uomini ("Hot Stuff"), ma finisce sempre inseguito e diventa quasi vittima di odio fino a quando Bernadette lo salva dai calci di uno dei suoi aggressori. In seguito al loro arrivo a Alice Springs, Tick riflette sul viaggio ("MacArthur Park"). Il trio esegue prima ("Boogie Wonderland") mentre si prepara a cantare un certo numero di canzoni ("The Floor Show"). Quindi Tick incontra finalmente suo figlio, che accetta la sessualità di suo padre e il suo stile di vita ("Always on My Mind/I Say a Little Prayer") mentre Adam esegue il suo assolo di Madonna, ("Like A Prayer" [Broadway]; "Confide in Me/Kylie Medley" [Australia e Londra]), la sua cantante preferita. Successivamente il gruppo discute sul suo futuro dopo Alice Springs e si rende conto che non possono lasciarsi ("We Belong"). Scendono dal palco insieme ed eseguono un medley di canzoni per chiudere lo show("Finally (Finale)").

## Cast italiano
| Personaggi                               | Cast 2012            | Cast 2013            | Cast 2015            | Cast 2019            | Cast 2020            | Cast 2023                 |
| ---------------------------------------- | -------------------- | -------------------- | -------------------- | -------------------- | -------------------- | ------------------------- |
| Bernadette Bessenger                     | Simone Leonardi      | Simone Leonardi      | Marco D'Alberti      | Manuel Frattini      | Simone Leonardi      | Simone Leonardi           |
| Antony "Tick" Belrose ("Mitzi Mitosi")   | Antonello Angiolillo | Antonello Angiolillo | Cristian Ruiz        | Cristian Ruiz        | Cristian Ruiz        | Antonello Angiolillo      |
| Adam Whitely ("Felicia Jollygoodfellow") | Mirko Ranù           | Mirko Ranù           | Riccardo Sinisi      | Mirko Ranù           | Pedro Gonzales       | Mirko Ranù                |
| Bob                                      | Maurizio Arena       | Maurizio Arena       | Massimiliano Colonna | Stefano De Bernardin | Stefano De Bernardin | Stefano De Bernardin      |
| Marion                                   | Alice Mistroni       | Valeria Belleudi     | Elisa Marangon       | Lucina Scarpolini    | Adele Crema          | Adele Crema               |
| Shirley                                  | Elisa Musso          | Elisa Musso          | Alessia Punzo        | Alessia Punzo        | Alessia Punzo        | Alessia Punzo             |
| Cynthia                                  | Giada D'Auria        | Giada D'Auria        | Giada D'Auria        | Arianna Bertelli     | Arianna Bertelli     | Britney Kayle Badilla     |
| Divas                                    | Elena Nieri          | Elena Nieri          | Elena Nieri          | Arianna Bertelli     | Arianna Bertelli     | Clarissa Ballerini        |
| Divas                                    | Valentina Ferrari    | Valentina Ferrari    | Giovanna D'Angi      | Alice Grasso         | Alice Grasso         | Elisa Marangon            |
| Divas                                    | Loredana Fadda       | Loredana Fadda       | Loredana Fadda       | Natascia Fonzetti    | Natascia Fonzetti    | Arianna Talè              |
| Miss Understanding                       | Andrea Verzicco      | Andrea Verzicco      | Pedro Gonzales       | Pedro Gonzales       | Leiner Riflessi      | Leonardo Lusardi          |
| Young Bernadette                         | Gianluca Sticotti    | Luca Buttiglieri     | Matteo Perin         | Simone Nocerino      | Simone Nocerino      | Simone Nocerino           |
| Farrah                                   | Gianluca Sticotti    | Luca Buttiglieri     | Matteo Perin         | Jacopo Bruno         | Jacopo Bruno         | Nicolò Fabrinetti         |
| Jimmy                                    | Cesar Josè Piombo    | Pedro Gonzalez       | Pedro Gonzalez       | Abotsie Ediogu       | Leiner Riflessi      | Luis Raciel Rizo Castillo |
| Frank                                    | Gianluca Briganti    | Gianluca Briganti    | Giacomo Buccheri     | Salvatore Maio       | Antonio Catalano     | Antonio Catalano          |

## Numeri musicali

### Australia e Nuova Zelanda
Atto primo
- Overture – Orchestra
- Downtown – The Divas and Company
- I've Never Been to Me – Tick and the Divas
- What's Love Got to Do with It? – Miss Understanding
- Don't Leave Me This Way – Bernadette, Tick and Company (†)
- Venus – Felicia and the Boys
- Go West – Bernadette, Tick, Adam and Company
- I Say a Little Prayer – Tick and the Divas
- I Love the Nightlife (Disco 'Round) – Shirley, Bernadette, Mitzi, Felicia and Company (†)
- Both Sides, Now – Bernadette, Tick and Adam
- Follie! Delirio vano è questo! Sempre libera (from La traviata) – Felicia and the Divas
- Colour My World – Adam, Tick, Bernadette and Company
- I Will Survive – Bernadette, Adam, Tick, Jimmy and Company

Atto secondo
- Thank God I'm a Country Boy – The Company
- A Fine Romance – Young Bernadette and Les Girls
- Shake Your Groove Thing – Mitzi, Bernadette, Felicia and the Divas
- Pop Muzik – Cynthia and Company
- A Fine Romance (reprise) – Bob
- Girls Just Wanna Have Fun – The Divas and Adam
- Hot Stuff – Felicia, the Divas and Bernadette
- MacArthur Park – Bernadette, Tick, Adam and Company
- Boogie Wonderland – Marion and Company
- The Morning After – Mitzi, Bernadette, Felicia and the Divas
- Go West (reprise) – Adam (*)
- Always on My Mind – Tick and Benjamin
- Confide in Me – Felicia (^)
- We Belong – Felicia, Mitzi and Bernadette
- Finally / Shake Your Groove Thing / Hot Stuff / I Love the Nightlife / I Will Survive – The Company

### West End
- (†) "I Say a Little Prayer" è il quinto numero e viene ripresa per il nono numero. Ciò, pertanto, significa che ogni numero (dal quinto in avanti) viene spostato in avanti nel primo atto. Ciò fa sì che i numeri del primo atto siano quattordici.
- (*) "Go West (ripresa)" è sostituita da "Come into My World".
- (^) Sostituita da "Kylie Medley", "Confide in Me" viene poi eseguita nel medley.

### Broadway
Atto primo
- Overture – Orchestra
- It's Raining Men – The Divas, Tick and Company
- What's Love Got to Do with It? – Miss Understanding
- I Say a Little Prayer – Tick
- Don't Leave Me This Way – Bernadette, Tick and Company
- Material Girl – Felicia and the Boys
- Go West – Bernadette, Tick, Adam and Company
- Holiday / Like a Virgin* – Adam, Tick and Bernadette
- I Say a Little Prayer (reprise)* – Tick and The Divas
- I Love the Nightlife (Disco 'Round) – Shirley, Bernadette, Mitzi, Felicia and Company
- True Colors – Bernadette, Mitzi and Felicia
- Follie! Delirio vano è questo! Sempre libera (from La traviata) – Felicia and the Divas
- Colour My World – Adam, Tick, Bernadette and Company
- I Will Survive – Bernadette, Felicia, Mitzi, Jimmy and Company

Atto secondo
- Thank God I'm a Country Boy* – The Company
- A Fine Romance – Young Bernadette and Les Girls
- Thank God I'm a Country Boy (reprise)* – The Company
- Shake Your Groove Thing – Mitzi, Bernadette, Felicia and the Divas
- Pop Muzik – Cynthia and Company
- A Fine Romance (reprise) – Bob
- Girls Just Wanna Have Fun – Adam and the Divas
- Hot Stuff – Felicia, The Divas, and Bernadette
- MacArthur Park – Bernadette, Tick, The Divas and Company
- Boogie Wonderland* – The Company
- The Floor Show* – Mitzi, Bernadette, Felicia and Company
- Always on My Mind/I Say a Little Prayer – Tick, Benji
- Like a Prayer – Felicia and Company
- We Belong – Felicia, Mitzi, Bernadette and Company
- Finally (Finale) – The Company
- * – Canzoni non presente nel cast originale di Broadway.

### Tour inglese, Atene e Manila
Atto primo
- Overture – Orchestra
- Downtown – The Divas, Tick and Company <UK Tour 2015/16>
- It's Raining Men – The Divas, Tick and Company
- I've Never Been to Me – The Divas and Tick  <UK Tour 2015/16>
- What's Love Got to Do with It? – Miss Understanding
- I Say a Little Prayer – Tick
- Don't Leave Me This Way – Bernadette, Tick and Company
- Venus – Felicia and the Boys
- Go West – Bernadette, Tick, Adam and Company
- I Say a Little Prayer (reprise)* – Tick and The Divas
- I Love the Nightlife (Disco 'Round) – Shirley, Bernadette, Mitzi, Felicia and Company
- True Colors – Bernadette, Mitzi and Felicia
- Follie! Delirio vano è questo! Sempre libera (from La traviata) – Felicia and the Divas
- Colour My World – Adam, Tick, Bernadette and Company
- I Will Survive – Bernadette, Felicia, Mitzi, Jimmy and Company

Atto secondo
- Thank God I'm a Country Boy* – The Company
- A Fine Romance – Young Bernadette and Les Girls
- Thank God I'm a Country Boy (reprise)* – The Company
- Shake Your Groove Thing – Mitzi, Bernadette, Felicia and the Divas
- Pop Muzik – Cynthia and Company
- A Fine Romance (reprise) – Bob
- Girls Just Wanna Have Fun – Adam and the Divas
- Hot Stuff – Felicia, The Divas, and Bernadette
- MacArthur Park – Bernadette, Tick, The Divas and Company
- Boogie Wonderland* – The Company
- The Floor Show* – Mitzi, Bernadette, Felicia and Company
- Always on My Mind/I Say a Little Prayer – Tick, Benji
- Confide in Me – Felicia and Company
- We Belong – Felicia, Mitzi, Bernadette and Company
- Finally (Finale) – The Company